# Gabriela Nowakowska
Gabriela Nowakowska, po mężu Antos (ur. 1971) – polska strzelczyni specjalizująca się w strzelaniu z pistoletu pneumatycznego. Mistrzyni świata juniorów.
Zawodniczka Zawiszy Bydgoszcz. W 1989 roku wystąpiła na mistrzostwach świata juniorów, zajmując indywidualnie piąte miejsce (374 punkty), oraz pierwsze miejsce drużynowo (wraz z Mirosławą Sagun i Mariuszą Durlej pobiły rekord świata). Dwa lata później zdobyła brąz na mistrzostwach świata juniorów (wraz ze Sławomirą Szpek i Mariuszą Durlej). Ostatnie juniorskie podium na arenie międzynarodowej osiągnęła w 1991 roku na mistrzostwach Europy w Manchesterze. Stanęła na drugim stopniu podium w zawodach drużynowych (ze Szpek i Durlej).